# Pierce O'Leary
Pierce O'Leary (Dublino, 5 novembre 1959) è un ex calciatore irlandese, di ruolo difensore.

## Biografia
È fratello di David O'Leary, celeberrimo ex calciatore dell'Arsenal, oltre che padre del calciatore scozzese Ryan O'Leary.
Nel 2013 ha dichiarato bancarotta in quanto aveva oltre 240000 € di debiti.

## Carriera

### Club
Dal 1977 al 1981 ha giocato nello Shamrock Rovers, disputando 71 partite e vincendo la FAI Cup nel 1978. Una settimana dopo aver vinto il trofeo è stato ceduto in prestito trimestrale al Philadelphia Fury.
Nel 1981 si è trasferito al Vancouver Whitecaps dove è rimasto per tre stagioni prima di firmare per il Celtic. Con gli scozzesi ha vinto un campionato ed una coppa di Scozia prima di ritirarsi prematuramente 1988 a seguito di una pubalgia.

### Nazionale
Dopo aver giocato 5 partite con la Nazionale Under-21 dell'Irlanda, ha esordito con la Nazionale maggiore irlandese il 26 settembre dello stesso anno disputando l'amichevole persa 4-1 contro la Cecoslovacchia.
Con la Nazionale irlandese ha disputato in totale 7 incontri ufficiali fra il 1979 ed il 1980.

## Statistiche
Statistiche aggiornate al 27 Dicembre 2018.

### Cronologia presenze e reti in nazionale

#### Under-21
| Cronologia completa delle presenze e delle reti in nazionale ― Irlanda under 21 | Cronologia completa delle presenze e delle reti in nazionale ― Irlanda under 21 | Cronologia completa delle presenze e delle reti in nazionale ― Irlanda under 21 | Cronologia completa delle presenze e delle reti in nazionale ― Irlanda under 21 | Cronologia completa delle presenze e delle reti in nazionale ― Irlanda under 21 | Cronologia completa delle presenze e delle reti in nazionale ― Irlanda under 21 | Cronologia completa delle presenze e delle reti in nazionale ― Irlanda under 21 | Cronologia completa delle presenze e delle reti in nazionale ― Irlanda under 21 |
| Data                                                                            | Città                                                                           | In casa                                                                         | Risultato                                                                       | Ospiti                                                                          | Competizione                                                                    | Reti                                                                            | Note                                                                            |
| ------------------------------------------------------------------------------- | ------------------------------------------------------------------------------- | ------------------------------------------------------------------------------- | ------------------------------------------------------------------------------- | ------------------------------------------------------------------------------- | ------------------------------------------------------------------------------- | ------------------------------------------------------------------------------- | ------------------------------------------------------------------------------- |
| 18-6-1979                                                                       | Tolone                                                                          | Irlanda under 21                                                                | 0 – 1                                                                           | Unione Sovietica under 21                                                       | Torneo di Tolone                                                                | -                                                                               |                                                                                 |
| 20-6-1979                                                                       | Draguignan                                                                      | Irlanda under 21                                                                | 1 – 4                                                                           | Argentina under 21                                                              | Torneo di Tolone                                                                | -                                                                               |                                                                                 |
| 22-6-1979                                                                       | Tolone                                                                          | Irlanda under 21                                                                | 0 – 3                                                                           | Ungheria under 21                                                               | Torneo di Tolone                                                                | -                                                                               |                                                                                 |
| 23-6-1979                                                                       | La Seyne-sur-Mer                                                                | Irlanda under 21                                                                | 1 – 2                                                                           | Jugoslavia under 21                                                             | Torneo di Tolone                                                                | -                                                                               |                                                                                 |
| 12-10-1979                                                                      | Dublino                                                                         | Irlanda under 21                                                                | 1 – 1                                                                           | Polonia under 21                                                                | Amichevole                                                                      | -                                                                               |                                                                                 |
| Totale                                                                          |                                                                                 | Presenze                                                                        | 5                                                                               |                                                                                 | Reti                                                                            | 0                                                                               |                                                                                 |

#### Nazionale maggiore
| Cronologia completa delle presenze e delle reti in nazionale ― Irlanda | Cronologia completa delle presenze e delle reti in nazionale ― Irlanda | Cronologia completa delle presenze e delle reti in nazionale ― Irlanda | Cronologia completa delle presenze e delle reti in nazionale ― Irlanda | Cronologia completa delle presenze e delle reti in nazionale ― Irlanda | Cronologia completa delle presenze e delle reti in nazionale ― Irlanda | Cronologia completa delle presenze e delle reti in nazionale ― Irlanda | Cronologia completa delle presenze e delle reti in nazionale ― Irlanda |
| Data                                                                   | Città                                                                  | In casa                                                                | Risultato                                                              | Ospiti                                                                 | Competizione                                                           | Reti                                                                   | Note                                                                   |
| ---------------------------------------------------------------------- | ---------------------------------------------------------------------- | ---------------------------------------------------------------------- | ---------------------------------------------------------------------- | ---------------------------------------------------------------------- | ---------------------------------------------------------------------- | ---------------------------------------------------------------------- | ---------------------------------------------------------------------- |
| 26-9-1979                                                              | Praga                                                                  | Cecoslovacchia                                                         | 4 – 1                                                                  | Irlanda                                                                | Amichevole                                                             | -                                                                      |                                                                        |
| 17-10-1979                                                             | Dublino                                                                | Irlanda                                                                | 3 – 0                                                                  | Bulgaria                                                               | Qual. Euro 1980                                                        | -                                                                      |                                                                        |
| 29-10-1979                                                             | Dublino                                                                | Irlanda                                                                | 3 – 2                                                                  | Stati Uniti                                                            | Amichevole                                                             | -                                                                      | 65’                                                                    |
| 21-11-1979                                                             | Belfast                                                                | Irlanda del Nord                                                       | 1 – 0                                                                  | Irlanda                                                                | Qual. Euro 1980                                                        | -                                                                      |                                                                        |
| 6-2-1980                                                               | Londra                                                                 | Inghilterra                                                            | 2 – 0                                                                  | Irlanda                                                                | Qual. Euro 1980                                                        | -                                                                      | 68’                                                                    |
| 16-5-1980                                                              | Dublino                                                                | Irlanda                                                                | 0 – 1                                                                  | Argentina                                                              | Amichevole                                                             | -                                                                      |                                                                        |
| 10-10-1980                                                             | Dublino                                                                | Irlanda                                                                | 2 – 1                                                                  | Paesi Bassi                                                            | Qual. Mondiali 1982                                                    | -                                                                      |                                                                        |
| Totale                                                                 |                                                                        | Presenze                                                               | 7                                                                      |                                                                        | Reti                                                                   | 0                                                                      |                                                                        |

## Palmarès
- FAI Cup: 1

Shamrock Rovers: 1977-1978
- Campionato scozzese: 1

Celtic: 1985-1986
- Coppa di Scozia: 1

Celtic: 1984-1985